# Agaricomycotina
Agaricomycotina, poddivizija gljiva u diviziji Basidiomycota

## Razredi
1. Agaricomycetes Doweld
2. Dacrymycetes Doweld
3. Tremellomycetes Doweld